# Sick Tamburo
Sick Tamburo est un groupe italien de rock alternatif.

## Histoire
Le projet prend forme grâce à Elisabetta et Gian Maria Accusani (ex Prozac+) ; un bassiste, String Face, et un batteur, Doc. Eye. Le nom « Sick Tamburo » est choisi, en fait destiné à un projet de percussion bruitiste de Gian Maria, maintenant connu sous le nom de Hard Core Tamburo.
Allant au-delà des cagoules qu'ils portent, Sick Tamburo achève le voyage entamé avec Senza vergogna en 2014 et Un giorno nuovo en 2017. « C'est une trilogie à part entière », admet Accusani, « dans le premier, mes personnages tentent d'accepter la diversité qu'ils portent. Un giorno nuovo a été une libération : c'est un disque qui raconte la bataille d'Elisabetta contre le cancer.
Le 25 mai 2018, dans le cadre d'un projet caritatif en faveur d'organisations luttant contre le cancer, le groupe publie une nouvelle reprise de La fine della chemio avec des contributions vocales notamment de Tre Allegri Ragazzi Morti, Lo Stato Sociale, et Prozac+. Le 8 mars 2019, la nouvelle vidéo Puoi ancora est publiée, anticipant leur cinquième album Paura e l'amore, sorti le 5 avril 2019. Le 10 avril 2019, le nouveau clip et deuxième single, Baby Blu, sort. La vidéo est tournée par Sick Tamburo eux-mêmes, « inspirés par le désir de danser du plus jeune membre du groupe » ; le bébé n'est autre que le fils d'Elisabetta Imelio.
Après avoir vaincu une tumeur au sein diagnostiquée les années précédentes, Elisabetta Imelio décède dans la nuit du 29 février au 1er mars 2020 à l'âge de 44 ans à l'ORC de Aviano des suites d'un cancer du sein.
Après avoir fait ses adieux à Elisabetta Imelio, Gian Maria Accusani décide d'enregistrer un nouveau disque : Back to the Roots (Forse è l'amore), qui sortira au cours de la première partie de l'année 2021. Le 21 avril 2023 sort l'album Non credere a nessuno.

## Discographie

### Albums studio
- 2009 : Sick Tamburo
- 2011 : A.I.U.T.O.
- 2014 : Senza vergogna
- 2017 : Un giorno nuovo
- 2019 : Paura e l'amore
- 2021 : Back to the Roots (Forse è l'amore)
- 2023 : Non credere a nessuno

### EP
- 2012 : La mia mano sola

### Singles
- 2009 : Il mio cane con tre zampe
- 2009 : Parlami per sempre
- 2011 : E so che sai che un giorno
- 2012 : La mia mano sola
- 2014 : Il fiore per te
- 2014 : L'uomo magro
- 2017 : Un giorno nuovo
- 2017 : Meno male che ci sei tu (feat. Motta)
- 2018 : La fine della chemio
- 2019 : Puoi ancora
- 2019 : Baby Blu
- 2020 : La Mia Mano Sola
- 2020 : Quel Ragazzo Speciale
- 2022 : Ho bisogno di parlarti (Back to the Roots)
- 2023 : Per sempre con me (feat. Roberta Sammarelli)
- 2023 : Il colore si perde